# Max Becker (Ingenieur)

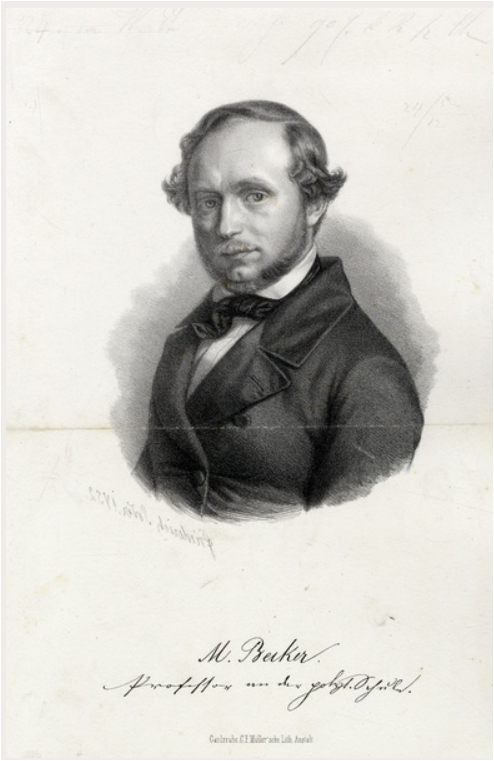
Max Becker, zeitgenössische Lithografie

Max Becker, ab 1869 von Becker, (* 3. April 1817 in Karlsruhe; † 4. Februar 1884 ebenda) war ein deutscher Ingenieur, der in Baden im Bereich der Ingenieurwissenschaften und des Eisenbahn- und Wasserbaus tätig war.

## Leben
Nach dem Besuch des Lyceums und der Realschule in Karlsruhe hatte Becker am dortigen Polytechnikum Mathematik und Ingenieurwissenschaften studiert. 1839 legte er die staatliche Ingenieurprüfung mit „sehr gut“ ab. Er war für kurze Zeit als Assistent am Polytechnikum und als Bauführer bei den Kanalbauten von Elz und Dreisam bei Riegel tätig, bis er 1841 zur Entlastung seines Lehrers Franz Keller an die Ingenieurschule des Polytechnikums berufen wurde, wo er schließlich 1845 zum Professor ernannt wurde.
Am 22. Mai 1847 heiratete er Sophie Wielandt aus Karlsruhe. Von den vier Söhnen aus dieser Ehe starben zwei schon als Kind.
Becker war eher Praktiker als Lehrer, sodass er seine Professur 1855 aufgab und als Bezirksingenieur in die für den Eisenbahnbau zuständige Großherzoglich Badische Wasser- und Straßenbauverwaltung eintrat, wo er 1858 in den Vorstand der Inspektion Rastatt berufen und 1860 zum Baurat sowie 1871 zum Oberbaurat ernannt wurde. 1876 wurde ihm als außerordentlichem Mitglied der Generaldirektion der 1872 gegründeten Großherzoglich Badischen Staatseisenbahnen die Leitung der größeren Eisenbahn- und Wasserbauten in Baden übertragen oder die Bauüberwachung privat erbauter aber staatlich betriebener Bahnstrecken wie der Durlach-Eppinger Eisenbahn.
Becker übernahm über seine eigentliche Berufstätigkeit hinaus vor allem in Karlsruhe zahlreiche Aufgaben und Ämter: seit den 1840er-Jahren Leitung des Gewerbevereins Karlsruhe, der ihn 1858 zum Ehrenmitglied ernannte; ab 1860 Mitglied und später Vorstand der Prüfungskommission für Ingenieure; 1860 Mitglied der Bundeskommission zur Einführung eines einheitlichen Maß- und Gewichtssystems; 1870–1877 Mitglied des Stadtrats und anschließend des Orts-Gesundheitsrates; ab 1879 Mitglied der evangelischen Kirchengemeindeversammlung.
Becker veröffentlichte neben anderen verschiedene Bücher „Ausgeführte Constructionen des Ingenieurs“ zur Ergänzung des Gesamttitels „Handbuch der Ingenieur-Wissenschaft“.
Becker erhielt zahlreiche Ehrungen: 1861 Zivil-Verdienstorden Adolphs von Nassau, 1862 Königlich preußischer Kronenorden 3. Klasse, 1865 Ritterkreuz des Zähringer Löwenordens (dazu 1876 das Eichenlaub), 1867 Königlich bayerischer St. Michaelsorden und 1869 Ritterkreuz I. Klasse des Ordens der Württembergischen Krone, womit auch der persönliche Adelstitel (Nobilitierung) verbunden war.

## Werke
- 1847: Die gusseisernen Brücken der badischen Eisenbahn insbesondere die Kinzigbrücke bei Offenburg und Elbrücke bei Sexau, Holtzmann, Karlsruhe online
- 1854/58: Handbuch der Ingenieur-Wissenschaft, 4 Bände und Supplementband online, Mäcken, Stuttgart:

- Allgemeine Baukunde des Ingenieurs. Ein Leitfaden zu Vorlesungen und zum Selbstunterrichte für Wasser- und Straßenbau-Ingenieure, Architekten und Maschinenbauer online, mit Atlas online
- Der Wasserbau in seinem ganzen Umfange und mit besonderer Rücksicht auf die neuesten Constructionen online, mit Atlas online
- Der Brückenbau in seinem ganzen Umfange und mit besonderer Rücksicht auf die neuesten Constructionen online, mit Atlas online
- Der Straßen- und Eisenbahnbau in seinem ganzen Umfange und mit besonderer Rücksicht auf die neuesten Constructionen online, mit Atlas online

- 1863: Ausgeführte Constructionen des Ingenieurs, 4 Bände, Supplementband online und Atlas online, Mäcken, Stuttgart. Dazu Ergänzungsbände:

- 1865: Die neue Eisenbahnschiffbrücke über den Rhein bei Maxau, Linie Carlsruhe-Winden, mit Atlas online
- 1870: Die Kabelschiffahrt und die Eisenbahnbrücke über den Neckar bei Jaxtfeld online, mit Atlas online
- 1877: Eiserne Brücke über die Tauber bei Wertheim, Centralgüterbahnhof und Hafencanal in Mannheim, Eiserne Bogenbrücke über die Murg bei Forbach, Drehbrücke über den Verbindungscanal zwischen Rhein und Neckar in Mannheim online
- 1883: Die Correction der Wiese. Die Wasserversorgung des Ortes Reiselfingen. Eiserne Brücke über den Mühl- und Floßkanal in Offenburg mit Straßenkorrection
- 1885: XXXI Tafeln zur angewandten Baukunde des Ingenieurs Digitalisat